# Terina wardi
Terina wardi is een vlinder uit de familie spanners (Geometridae). De wetenschappelijke naam van deze soort is voor het eerst geldig gepubliceerd in 1891 door Sharpe.
De soort komt voor in tropisch Afrika.